# Криворізький повіт
Криворізький повіт — адміністративно-територіальна одиниця Російської імперії у 1783-1796 та УСРР у 1919—1923 роках з центром у місті Кривий Ріг.

## Новоросійська губернія (1775)1783-1796
Початково Інгульський повіт з центром у місті Інгульськ був утворений на землях Інгульської паланки 1775 року після знищення Запорозької Січі. До повіту також увійшла частина території колишнього Молдавського гусарського полку. 
Основні поселення: 
- Інгульськ
- слободи: Куцівка (сучасна Новгородка),
- Калинівка
- Кривий Ріг.

У 1775 — першій половині 1776 входив до Херсонської провінції, потім увійшов до складу Слов'янської провінції губернії.
У 1783 році повітовим містом став Кривий Ріг, з переіменуванням повіту на Криворізький. Повіт скасований 1796 року.

## Катеринославська губернія1919-1923
Утворений передачею 29 квітня 1919 року 17 волостей з Херсонського повіту, Казанківської волості Єлисаветградського повіту Херсонської губернії; 9 — з Верхньодніпровського повіту та 7 — з Олександрійського повіту Катеринославської губернії.  У повіті були об'єднані залізорудний Кривий Ріг і маргацеворудний Марганець.
Адміністративно Криворізький повіт поділявся на 8 районів:
- 1-й: Боківська, Братолюбівська, Гурівська, Петровська волості;
- 2-й: Ганнівська, Корсунівська, Веселотернівська, Лозуватська, Ордовасилівська волості;
- 3-й: Саксаганська, П'ятихатська, Зеленівська, Жовтянська волості;
- 4-й: Софіївська, Мар'янівська, Ізлучиста, Новомиколаївська волості;
- 5-й: Грушевська, Мар'їнська, Базавлуцька, Кам'янська волості;
- 6-й: Покровська, Костромська, Михайлівська, Високопільська, Архангельська волості. Остання в кін. 1921 року відійшла до Херсонського повіту;
- 7-й: Широківська, Інгулецька, Миколаївська-1, Новокриворізька, Шестернянська волості;
- 8-й: Казанківська, Софієгейківська, Миколаївська-2, Федорівська, Богоблагодатна волості[1].

В результаті адміністративної реформи 1923 року Криворізький повіт перетворено на Криворізьку округу, яка 1925 року стала самостійною адмінодиницею України.